# Tomoki Iwata
Tomoki Iwata (岩田 智輝 Iwata Tomoki?), född 7 april 1997 i Oita prefektur, är en japansk fotbollsspelare som spelar för Birmingham City.
Iwata har spelat fyra landskamper för det japanska landslaget. Han deltog bland annat i Copa América 2019.

## Karriär
Den 30 december 2022 lånades Iwata ut av Yokohama F. Marinos till Celtic på ett låneavtal över resten av säsongen och därefter med en köpoption. I juli 2023 blev han klar för en permanent övergång till klubben.
I augusti 2024 värvades Iwata av League One-klubben Birmingham City, där han skrev på ett treårskontrakt.